# Liotironina
La liotironina è un farmaco terapeutico sostitutivo degli ormoni tiroidei utilizzato per il trattamento dell'ipotiroidismo, per sopprimere l'ormone tireostimolante (TSH) e per contribuire alla diagnosi dell'ipertiroidismo.
La liotirnonina è un ormone tiroideo T3 che viene normalmente prodotto dalla ghiandola tiroidea in un rapporto di 4:1 rispetto alla T4:T3. Si tratta della forma attiva della tiroxina, composta da una struttura chimica di base costituita da una tirosina con iodio legato. Il farmaco è stato sviluppato dalla King Pharmaceuticals ed è stato approvato dalla Food and Drug Administration nel 1956.

## Farmacologia

### Indicazione d'uso
La liotironina è ufficialmente approvata per le seguenti indicazioni:
- Terapia sostitutiva nell'ipotiroidismo primario, secondario e terziario congenito o acquisito.[4]
- Terapia aggiuntiva alla chirurgia e all'iodio radioattivo nella gestione del tumore alla tiroide.[4]
- Agente diagnostico nei test di soppressione per l'ipertiroidismo lieve o l'autonomia della ghiandola tiroidea.[4]

In termini generali, la liotironina esogena viene utilizzata per sostituire la produzione insufficiente di ormoni e ripristinare i livelli plasmatici di T3.
La mancanza di liotironina può manifestarsi con un viso pallido e gonfio, capelli secchi e fragili, pelle secca, voce rauca, stitichezza, oltre a periodi irregolari, sonnolenza e letargia.
La liotironina non deve mai essere utilizzata per la soppressione di noduli benigni e gozzo diffuso non tossico in pazienti con sufficiente apporto di iodio, né per il trattamento dell'ipertiroidismo durante la fase di ripresa di tiroidite subacuta.

### Farmacodinamica
Nella terapia sostitutiva ormonale, la liotironina è più potente e presenta un'azione più rapida rispetto alla levotiroxina, ma il tempo di azione è significativamente più breve. Il tipo di trattamento deve essere valutato attentamente poiché la correzione rapida degli ormoni tiroidei in alcune malattie presenta rischi aggiuntivi come l'insufficienza cardiaca. L'insorgenza dell'attività si osserva poche ore dopo la somministrazione e l'effetto massimo si osserva dopo 2-3 giorni.
Il trattamento con liotironina è stato dimostrato in grado di produrre livelli plasmatici normali dell'ormone T3, ma non ha effetto sulla concentrazione plasmatica di T4.

### Meccanismo d'azione
La liotironina sostituisce gli ormoni tiroidei endogeni e quindi esercita i suoi effetti fisiologici controllando la trascrizione del DNA e la sintesi proteica. Questo effetto sul DNA viene ottenuto tramite il legame della liotironina ai recettori tiroidei legati al DNA. La liotironina esogena esercita tutti gli effetti normali dell'ormone T3 tiroideo endogeno. Pertanto, aumenta il dispendio energetico, accelera il tasso di ossidazione cellulare stimolando la crescita, la maturazione e il metabolismo dei tessuti corporei, favorisce la mielinizzazione dei nervi e lo sviluppo dei processi sinaptici nel sistema nervoso e potenzia il metabolismo dei carboidrati e delle proteine.

### Assorbimento
Gli ormoni tiroidei vengono ben assorbiti per via orale. Tra questi ormoni, la liotironina viene assorbita quasi completamente e non presenta variazioni nel tasso di assorbimento a causa della somministrazione concomitante di cibo. La somministrazione multipla di 50 mcg di liotironina ha fornito una concentrazione plasmatica massima di T3 totale di 346 ng/dL in circa 2,5 ore, con un'area sotto la curva (AUC) di 4740 ng·h/dL.

#### Volume di distribuzione
Il volume di distribuzione riportato per la liotironina è di 0,1-0,2 L/kg.

#### Legame alle proteine
La liotironina presenta un forte legame alle proteine plasmatiche e circa il 99,7% della dose somministrata può essere trovato legato. La liotironina è legata alla globulina legante la tiroxina, alla prealbumina legante la tiroxina e all'albumina. È importante considerare che solo una piccola parte non legata della liotironina è metabolicamente attiva.

### Metabolismo
La liotironina viene principalmente metabolizzata nel fegato, dove viene deiodinata a diiodotironina e monoiodotironina, seguita dalla coniugazione con glucuronidi e solfati. Uno dei metaboliti formati dalla coniugazione e decarbossilazione è il tiratricol. Lo iodio rilasciato dal metabolismo della liotironina viene successivamente prelevato e utilizzato all'interno delle cellule tiroidee.

#### Via di eliminazione
Si sa che l'eliminazione principale degli ormoni tiroidei avviene attraverso i reni, dai quali meno del 2,5% del farmaco escreto è rappresentato dal farmaco non modificato. Questa via di eliminazione diminuisce con l'età. Una parte dei prodotti metabolici della liotironina viene escreta nella bile e nell'intestino, dove possono far parte della ricircolazione enteroepatica.

#### Emivita
L'emivita della liotironina viene riportata tra 1 e 2 giorni.

#### Clearance
Non sono disponibili dati riguardo la clearance.

### Tossicità
La dose letale DL50 per via orale riportata della liotironina nel ratto è superiore a 4540 mg/kg. Quando si registra un sovradosaggio, si riportano sintomi di ipertiroidismo, come confusione, disorientamento, embolia cerebrale, convulsioni, shock, coma e morte. I sintomi da sovradosaggio possono presentarsi immediatamente o alcuni giorni dopo l'ingestione eccessiva. In caso di sovradosaggio, ridurre la dose di liotironina e fornire un trattamento di supporto.
Non ci sono segnalazioni riguardo al potenziale cancerogeno e mutageno, né sugli effetti della liotironina sulla fertilità.